# Carlos Da Cruz
Carlos Da Cruz (født 20. december 1974) er en tidligere fransk professionel cykelrytter, som cyklede for det professionelle cykelhold Française des Jeux.